# Demir Demirew
Demir Demirew (* 31. August 1984) ist ein bulgarischer Gewichtheber. Er gehört der türkischen Minderheit in Bulgarien an.
Er gewann bei den Europameisterschaften 2005 die Goldmedaille in der Klasse bis 69 kg. 2006 wurde er Vize-Europameister. Bei den Weltmeisterschaften 2006 gewann er Bronze. Auch bei den Weltmeisterschaften 2007 wurde er Dritter mit der persönlichen Bestleistung von 448,0 kg. Kurz vor den Olympischen Spielen 2008 wurde er bei einer Dopingkontrolle positiv auf Metandienon getestet und für vier Jahre gesperrt. Nach seiner Sperre erreichte er bei den Weltmeisterschaften 2014 den neunten Platz in der Klasse bis 77 kg. 2015 wurde er allerdings bei einer Trainingskontrolle kurz vor den Europameisterschaften wie auch zehn weitere Mitglieder der bulgarischen Nationalmannschaft positiv auf Stanozolol getestet und für 18 Monate gesperrt.